# Dominique Berna
Pour les articles homonymes, voir Berna.
Dominique Berna, née le 15 juin 1964 à Lyon, est une judokate française évoluant dans la catégorie des moins de 52 kg.

## Biographie
Dominique Berna participe aux Jeux olympiques d'été de 1992 à Barcelone , sans obtenir de podium.
Aux Championnats d'Europe par équipes de judo, elle est médaillée d'or en 1989, 1991 et 1992, médaillée d'argent en 1990 et médaillée de bronze en 1988. Elle est aussi médaillée d'or aux Jeux de la Francophonie de 1989 à Casablanca.
Au niveau national, elle est sacrée championne de France en 1989.